# ジェームズ・ビドグッド
ジェームズ・ビドグッド（James Bidgood, 1933年3月28日 マディソン - 2022年1月31日）は、アメリカ合衆国の写真家、映画監督。
幻想的なシーンに若い男性をフィーチャーしたビドグッドの写真が1950年代に絶頂期を迎えた。1980年代・1990年代になってフランスの写真家ピエール・エ・ジルに影響を与えた。映画作家としては、『ピンクナルシス』（1971年）が有名。1995年現在、ニューヨーク在住でなお仕事を続けている。